# Contea di Seward (Kansas)
La contea di Seward in inglese Seward County è una contea dello Stato del Kansas, negli Stati Uniti. La popolazione al censimento del 2010 era di 22 952 abitanti. Il capoluogo di contea è Liberal.

## Geografia fisica
Secondo lo United States Census Bureau, la contea ha una superficie di 1658 km² di cui 1655 km² è terra (99.95%) e 3 km² (0,2%) acque interne.

### Contee confinanti
- Contea di Haskell (nord)
- Contea di Meade (est)
- Contea di Beaver, Oklahoma (sudest)
- Contea di Texas, Oklahoma (sudovest)
- Contea di Stevens (ovest)

## Storia
La contea è stata istituita il 20 marzo 1873 e prende il nome da William H. Seward, un politico americano e già Governatore di New York, Senatore e Segretario di Stato degli Stati Uniti d'America durante le presidenze di Abraham Lincoln e Andrew Johnson.

### Evoluzione demografica

Age pyramid

## Infrastrutture e trasporti

### Strade
- U.S. Route 54
- U.S. Route 83
- U.S. Route 160
- Kansas Highway 51
- Kansas Highway 190

## Geografia antropica

### Città
- Kismet
- Liberal

### Area non incorporata
- Hayne

### Township
La contea di Seward è divisa in tre township.
Le Township della contee sono:
- Fargo
- Liberal
- Seward